# 崔容俊
崔容俊（又譯崔英俊、崔永俊，1984年12月17日—），韓國男舞者、編舞家。現為1MILLION DANCE STUDIO主舞、TEAM SAME團長。2013年至2017年，作為神話的編舞家。2018年作為舞蹈老師參與選秀節目PRODUCE 48。2019年和2023年再次以舞蹈老師參與選秀節目PRODUCE X 101和BOYS PLANET。2024年作為舞蹈導師參加選秀節目SCOOL及星光閃耀的少年。

## 生涯
1984年出生於韓國全羅南道光州市(現光州廣域市)。
20歲以前為了學習舞蹈隻身前往首爾,帶著不多的錢住在考試院 (旅館),並在專業舞團學習舞蹈。
20歲開始在夜店當跳舞的夜店DJ，一個月勉強有75萬韓元。白天做放送活動，晚上做夜店DJ直到29歲。
2013年，在神话<This Love>时期伴舞团队中被李玟雨發掘，成為神話 (組合)的編舞家。
為神話的<Alright>、<標靶(Sniper)>、<TOUCH>、<Kiss Me Like That>、李玟雨的<TAXI>、申彗星的<Roco Drama>編舞，並作為伴舞。
2016年，進入freemind舞蹈工作室。
2018年，作為舞蹈老師出演PRODUCE 48。

## 影視節目

### 2018年
- Weekly Idol Ep.340(作為伴舞出演)
- PRODUCE 48(作為舞蹈老師出演)

### 2019年
- PRODUCE X 101(作為舞蹈老師出演)

### 2023年
- BOYS PLANET(作為DANCE MASTER出演)

### 2024年
- SCOOL(作為舞蹈老師出演)
- 星光閃耀的少年(作為導師、節目組舞蹈總監出演)

## MV演出經歷
- 神話 (組合)：This Love、Sniper、Touch
- 申彗星：Roco Drama
- 李玟雨：TAXI
- 田祉潤：磁鐵(MAGNET)
- BoA：NEGA DOLA
- 河成雲：Get Ready

## 編舞經歷
於韓國編舞協會登記名稱為

### 2013年至2017年(作為神話編舞家)
- 神話 (組合)：This Love、SNIPER、TOUCH、Kiss Me Like That
- 申彗星：Roco Drama
- 李玟雨：TAXI

<並作為伴舞演出MV及回歸舞台>

### 2016年至今(freemind、team same)[2][註 5]

#### 男子團體
- EXO：Diamond
- GOT7：Never Ever[9][10][11]、Turn Up
- SEVENTEEN：不想哭(Don't Wanna Cry)、拍手(박수)、13月的舞(13월의 춤)、珍惜(아낀다)、漂亮(예쁘다)、非常 Nice(아주 Nice)、HIT、Good to Me、Fear、HOT

- UP10TION：SO, DANGEROUS、Catch me!、ATTENTION[註 7][註 8]、Tonight、White Night Orchestra ver.（2016MBC歌谣大祭典版）、Runner、Going Crazy、Your Gravity
- Wanna One：Energetic、Beautiful、갖고 싶어(I wanna have)
- THE BOYZ: Bloom Bloom, Reveal, Sward to Victory (Road to Kingdom)
- A.C.E: Favorite boys
- NU'EST: Dejavu、I'm in trouble、Inside out
- JO1: 無限大、Running、OH-EH-OH、GO、Shine A light、Safety Zone、Born To Be Wild
- VERIVERY:Thunder、G.B.T.B、Get Away
- NINE.i:Turn it off

#### 女子團體
- Red Velvet：Zoo
- PRISTIN：WEE WOO
- Weki Meki:dazzle dazzle
- TWICE：TT、KNOCK KNOCK、SIGNAL、LIKEY
- 宇宙少女: Dreams Come True、Save Me Save You、Boogie Up、Butterfly、UNNATURAL
- IZ*ONE：Highlight、Beware、Panorama、Sequence、D-D-Dance
- Rocket Punch： Juicy
- fromis_9：talk&tlak
- VIVIZ: Bop Bop!
- ITZY: BORN TO BE、Imaginary Friend[12]
- GENBLUE: COCOCO[註 9][13]

#### 選秀節目
- PRODUCE 101 第二季：打開吧(Open Up)
- 偶像學校：PINOCCHIO
- PRODUCE 48：내꺼야(PICK ME)、Rumor(概念評價曲)[14]
- PRODUCE X 101：X1-MA、MOVE、To My World
- PRODUCE 101 JAPAN：it's coming、Black Out、DOMINO、やんちゃBoyやんちゃGirl、YOUNG
- 創造營2021：我們一起闖(Chuang To-Gather Go！)
- PRODUCE 101 JAPAN 第二季:Let Me Fly、STEP、RUNWAY
- BOYS PLANET：En Garde（準備，開始！）
- SCOOL：Dream of You、Oh My Girl！(自主製作任務)、GO HIGH(自主製作任務)、DEJA VU(自主製作任務)、Gummy Bear(自主製作任務)、雨過天晴的Rainbow(返場表演)、Sweet Dance(成團之夜)、Dive In(成團之夜)、翻轉世界BOOM!(成團之夜)
- 星光閃耀的少年：Good Luck (成為我的幸運)、Pretty Dirty Boy(決賽競演任務)、MILLIONAIRE(決賽競演任務)

## 爭議

### 抄襲
- Wanna One的Beautiful有一個動作與BTS的同名歌曲Beautiful一樣，是類似兩人相擁的動作。對此崔容俊做出回應：「我在剛收到這首歌的時候，為了保持機密所以歌名叫做<美女與野獸>，所以我想到野獸和美女幸福地跳著舞的場面。」(回應部分原文：「곡의 가이드를 받았을때, 보안 때문인지 곡 제목이 ‘미녀와 야수’로 왔다. 그래서 오히려 ‘미녀와 야수’의 야수가 미녀와 행복하게 춤을추는 장면을 떠올려 만들었다」)[15][16][17]

- 為男團14U編舞，卻有舞步與BTS及SEVENTEEN雷同。[18]

## 外部連結
- 崔容俊的Instagram帳戶
- YouTube上的崔容俊頻道